# Чорний піст

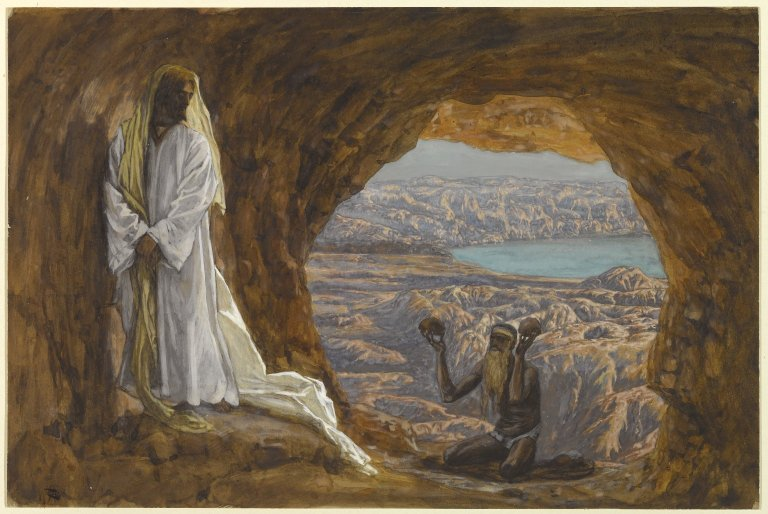
Ісус спокушаний у пустелі (Jesus tente dans le désert), Джеймс Тіссо, Бруклінський музей

Чорний піст, також відомий як строгий піст, є формою раннього християнського посту. Ті, хто дотримується Чорного посту, не вживають їжі та води протягом дня, а потім розговляються після заходу сонця молитвою, а також водою та вегетаріанською їжею без м'яса, яєць, молочних продуктів (лактицинії) та алкоголю. Християни стандартно постили таким чином під час Великого посту до VI століття.

## Опис і практика
Традиційно Чорний піст проводиться під час Великого посту; це ранньохристиянська форма посту, яка складається з посту до заходу сонця, а потім споживання однієї вегетаріанської страви (їжа та вода дозволені лише в цей час). Це був нормативний спосіб християнського посту до VI століття нашої ери, і серед певних конфесій (таких як Коптська православна церква) і в деяких місцевостях, таких як Індія та Пакистан, багато християн продовжують дотримуватися Чорного посту протягом усього Великого посту. Після відвідування богослужіння (часто в середу або п'ятницю ввечері) християни різних конфесій прийнято разом переривати піст цього дня спільною пісною вечерею, яка проводиться в парафіяльній залі храму в публічній обстановці; в домашній обстановці Посні вечері відбуваються в рамках сімейної трапези щодня протягом Великого посту (крім дня Господнього). Протягом усього християнського року багато християн дотримуються Чорного посту по середах (на згадку про зраду Ісуса) і по п'ятницях (на знак оплакування розп'яття Ісуса). У західному християнстві багато ченців досі зберігають цю практику, хоча багато мирян добровільно дотримуються Чорного посту, особливо у Страсну п'ятницю.
Подробиці Чорного посту такі:
- З півночі до заходу сонця не можна вживати їжу та рідину.[13][4][9]
- Дозволяється один вегетаріанський прийом їжі на день, тільки після заходу сонця.[3][13][14][12]
- Під час закінчення Чорного посту проводиться молитва під час їжі.[5]
- М'ясо, яйця та молочні продукти (молоко, масло та сир) заборонені.[12]
- Алкоголь заборонено.[12]
- У Страсний тиждень (останній тиждень Великого посту) пісна вечеря складається виключно з хліба, солі, трав і води.[3][A]

### Орієнтальне православ'я

#### Румунська православна церква
У Коптській православній церкві Чорний піст є нормативним способом посту під час Великого посту. Православні копти обходяться без води та їжі з півночі до заходу сонця; після цього часу дозволяється споживання води та одна вегетаріанська їжа. Подружні пари в цей період утримуються від статевих стосунків, «щоб дати собі час для посту і молитви (1 Кор. 7: 5)».

### Римо-католицизм
Чорний піст широко практикувався вірними під час Великого посту «царями і князями, духовенством і мирянами, багатими і бідними». Крім того, Чорний піст дотримувався в дні, що передували хіротонії. Постуючи сьогодні, римо-католики мають свободу постити таким чином, або ж сучасним способом, в якому дозволено з'єднання постів. Правила посту були лібералізовані, щоб уникнути нещасних випадків через слабкість або недостатню концентрацію на сучасних промислових роботах. З тієї ж причини деякі солдати у військових орденах, як-от госпітальєри, історично були звільнені від суворого посту.

### Східне православ'я та східний католицизм
Чорний піст дотримується благочестивими православними мирянами або ченцями протягом усього Великого посту, а також трьох інших пісних періодів року (Успінського, Пилипівського та Петрівського), а також іноді в тижневі дні посту — середу і п'ятницю.
Деякі східні католики та східні лютерани виконують Чорний піст по п'ятницях під час Великого посту, особливо у Страсну п'ятницю.

#### Коптська православна церква
Термін «Чорний піст» має інше значення в Румунській Православній Церкві, яка визначає його дещо подібним до визначення, яке дають представники класичного руху п'ятидесятників.

### Англіканське співтовариство
В англіканському співтоваристві вірні дотримувались Чорного посту в «два великі дні посту за Молитовниками — Попільну середу та Страсну п'ятницю». Чорний піст був особливо популярний у ХІХ столітті, оскільки намагався імітувати «піст стародавньої церкви».

### П'ятидесятництво
Термін «Чорний піст» має інший відтінок у письменників класичного п'ятидесятництва. Чорний піст — це повна відмова від їжі або води, протягом якого нічого не вживається.
Уорд стверджує, що терміни «Чорний піст», «Івритський піст» і «Абсолютний піст» є синонімами. Британський євангеліст Артур Волліс ввів термін «Абсолютний піст» у своїй книзі «Вибраний Богом піст» (1968).
Звичайне голодування або «Повне голодування» полягає в тому, щоб нічого не їсти, крім пиття чистої води. Частковий піст (або піст Даніеля) полягає в утриманні, тобто виключенні всіх видів їжі, крім одного, або виключенні лише одного виду їжі. Чорний піст спостерігається в рідкісних випадках у п'ятидесятницьких колах, у той час як звичайний піст проводиться найчастіше.